# تشارلز بيرتن
تشارلز بيرتن هو نقابي وكاتب مسرحي وكاتب وشاعر بلجيكي، ولد في 5 أكتوبر 1919 في مونس في بلجيكا، وتوفي في 21 أكتوبر 2002 في Sint-Genesius-Rode ‏ في بلجيكا.

## وصلات خارجية
- تشارلز بيرتن على موقع ميوزك برينز (الإنجليزية)